# Scylla (motorfiets)
Scylla is een historisch merk van motorfietsen.
De bedrijfsnaam was:Ets. Scylla, Courbevoie, Seine.
Scylla Frans merk dat van 1931 tot 1937 lichte motorfietsen met 98- en 123 cc Aubier Dunne motoren bouwde.